# Grande Cometa de 1556
O Grande Cometa de 1556 (designado C/1556 D1 na nomenclatura moderna) foi um cometa que apareceu pela primeira vez em fevereiro de 1556 e foi observado em grande parte da Europa. O cometa parece ter sido visto em alguns lugares antes do final de fevereiro, mas não foi geralmente observado até meados da primeira semana de março. Seu diâmetro aparente era igual à metade do da Lua, e a cauda foi descrita como semelhante "à chama de uma tocha agitada pelo vento". Cornelius Gemma (filho de Gemma Frisius) disse que a cabeça do cometa, quando apareceu pela primeira vez, era tão grande quanto Júpiter, e que sua cor lembrava a de Marte.
O curso do cometa de 1556 foi observado por Paul Fabricius, matemático e médico na corte de Carlos V do Sacro Império Romano-Germânico. Segundo a NASA, o cometa foi relatado pela primeira vez em 27 de fevereiro de 1556. Esteve em perigeu em 13 de março e no periélio em 22 de abril.

## Cometa de Carlos V

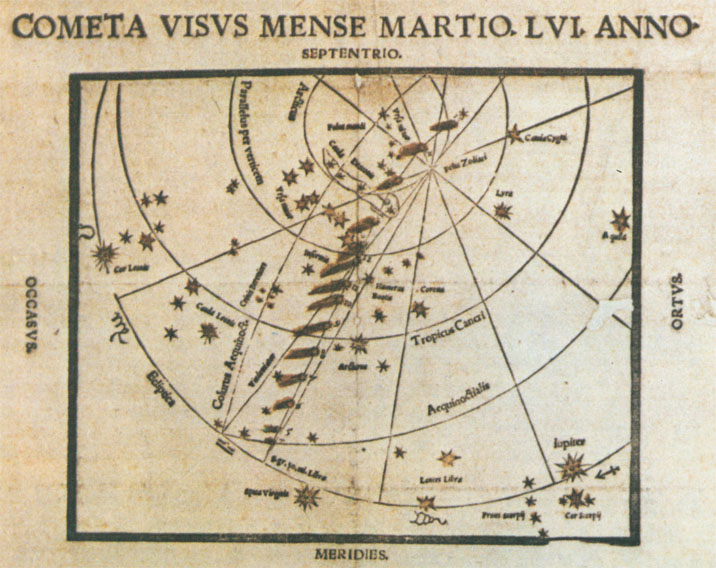
Folheto astronômico de Paul Fabricius, mostrando o mapa do curso do cometa de 1556

O Grande Cometa de 1556 é chamado de cometa de Carlos V. Quando o imperador o viu pela primeira vez, ficou perplexo e exclamou: "Por este sinal terrível, os meus destinos me convocam". Carlos há muito meditava sobre se retirar do mundo após suas conquistas. Considerando o cometa como um sinal do comando do Céu para fazê-lo, apressou-se em direção ao pacífico mosteiro de São Justo, Placência.

Um tratado inglês anônimo sobre "Blazing Stares" (Estrelas Flamejantes) (1618) falou do cometa da seguinte forma:
Citação: No tempo de Carlos, o Imperador, chamado o Grande, apareceu uma estrela flamejante, na contemplação da qual o Imperador, tendo seus olhos seriamente fixos na estrela e considerando profundamente sobre ela, finalmente foi envolvido por grande espanto tocando o significado da mesma; e mandando chamar um filósofo chamado Eginard, raciocinava com ele sobre a estrela, dizendo em conclusão que o aparecimento dela lhe ameaçava alguma calamidade terrível.

## Interpretação religiosa contemporânea
O frade dominicano Gaspar da Cruz, que visitou Guangzhou em 1556, associou o cometa ao devastador terremoto de Shaanxi de 1556. Em seu livro de 1569, ele se perguntava se o cometa era um sinal de calamidades não apenas para a China, mas para o mundo inteiro - e poderia até ser o sinal do nascimento do Anticristo.

## Suposta conexão com o Grande Cometa de 1264

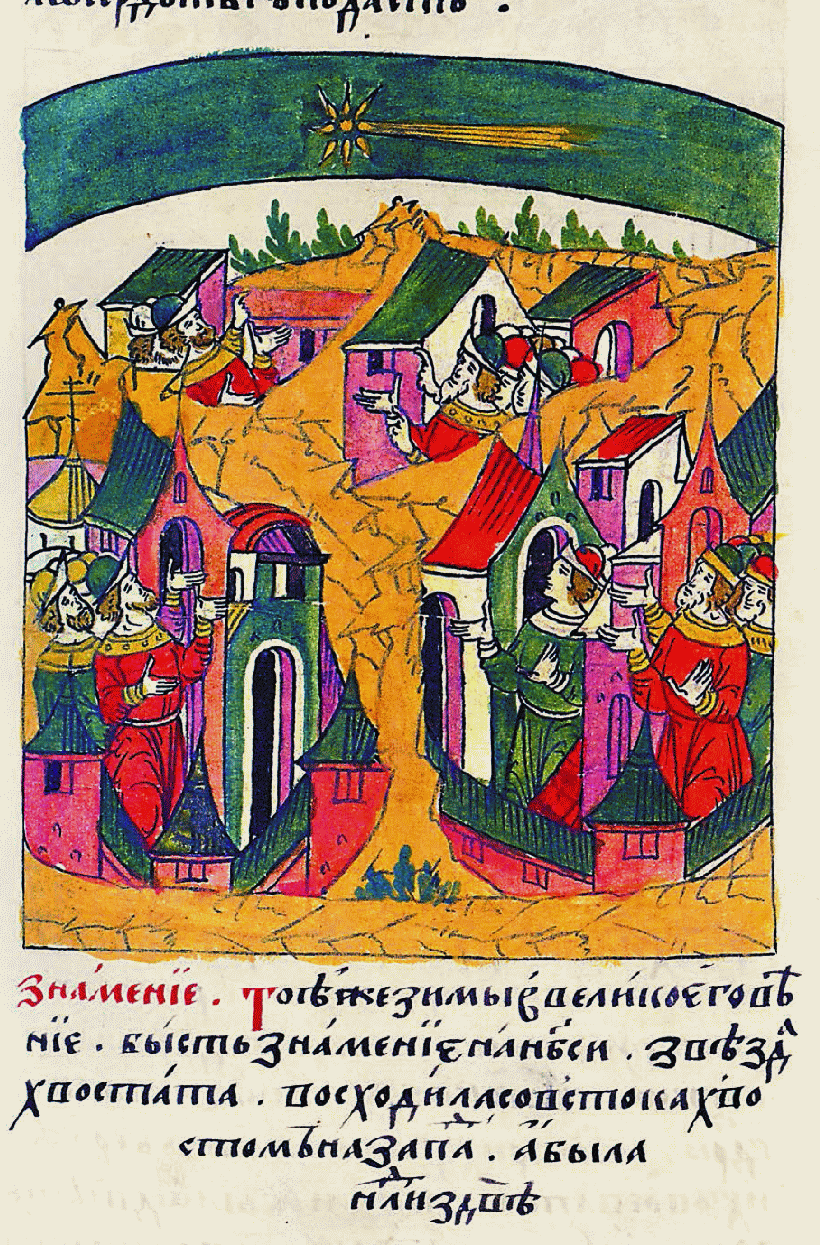
Um cometa visto na Rússia durante duas semanas no inverno de 1556. Crônica Ilustrada de Ivan, o Terrível

Baseando seus cálculos em elementos deduzidos do gráfico de Conrad Wolfhardt, juntamente com alguns outros dados brutos coletados de registros antigos, e comparando o resultado obtido com o relato dado pelo Frade Giles de Cambridge sobre um grande cometa que apareceu em 1264, John Russell Hind foi levado a concluir, como Richard Dunthorne havia sido no século anterior, que o cometa de Carlos V era o de 1264 retornado. De qualquer forma, ele encontrou um alto grau de probabilidade a favor da conclusão a que havia chegado e argumentou que os corpos desses anos eram idênticos. Assim, concluiu que um retorno ao periélio poderia ser esperado por volta de meados do século XIX, de 1848 a 1850. Esta previsão falhou, e até 2009 nenhum cometa observado correspondeu aos elementos orbitais de qualquer dos cometas. David A. Sargent escreve que as evidências disponíveis apontam para não haver conexão entre os cometas de 1264 e 1556.